# Иаков Низибийский
Иако́в Низиби́йский (умер в 350) — отец Церкви.
Сын одного из областных князей Армении, он получил хорошее образование. С детства проникшись энтузиазмом к христианскому учению, он оставил мир и уединился в лесах и горах. В царствование Максимина подвергался религиозным преследованиям. Проповедовал христианство в Персии.
В 314 году был избран в епископы Низибии (Нисибиса); в 325 году присутствовал на Первом Никейском соборе; в 338 году, при нападении на Низибию Сапора пробуждал мужество в своей пастве и способствовал отражению нападения.
По преданию, совершал множество чудес, даже воскрешал мёртвых.
После него сохранилось 18 хороших поучений, отчасти в форме писем; они найдены и изданы в 1756 году Николаем Антонелли. Содержание их частично догматическое («О вере», «О воскресении мёртвых», «О субботе» и др.), частично нравоучительное («О смирении», «Молитве», «Покаянии» и др.). Кроме Антонелли, сочинения Иакова издал Андреа Галланди (на армянском языке и в латинском переводе). На русский язык шесть из его поучений переведены в «Христианском Чтении» (1837, 1839, 1842 и 1843 годы). Есть упоминания и о его сочинениях, до нас не дошедших.